# Јозеф Алберс
Јозеф Алберс (Ботроп, 19. март 1888 — Њу Хејвен, 25. март 1976) био је амерички уметник и предавач немачког порекла који се сматра једним од најутицајнијих учитеља уметности 20. века у Сједињеним Државама. Рођен 1888. године у Ботропу, Вестфалија, Немачка, у римокатоличкој породици занатлија, Алберс је током детињства стекао практичну обуку у разним вештинама попут гравирања стакла, водовода и ожичења. Касније је радио као учитељ од 1908. до 1913, а добио је своју прву јавну наруџбину 1918. У Минхен се преселио 1919. године.
Године 1920, Алберс се придружио Вајмарском Баухаусу као студент, а 1922. године постао је члан факултета, предајући принципе рукотворина. Пресељењем Баухауса у Десау 1925. године, унапређен је у професора и оженио се с Ени Алберс, студенткињом и текстилном уметницом. Алберсов рад у Десауу укључивао је дизајнирање намештаја и рад са стаклом, сарађујући са познатим уметницима попут Паула Клеа. Након затварања Баухауса по нацистичким наредбама 1933. године, Алберс је емигрирао у Сједињене Државе и предавао је на експерименталној институцији либералних уметности, Колеџу Блек Маунтин у Северној Каролини, до 1949. године.
На Блек Маунтину, Алберс је подучавао студенте који ће касније постати истакнути уметници попут Рут Асаве и Роберта Раушенберга и позивао је савремене америчке уметнике да предају на летњем семинарима, укључујући кореографа Мерса Канингема и сликара харлемске ренесансе Џејкоба Лоренса. Године 1950. отишао је на Универзитет Јејл да би водио одсек за дизајн, значајно доприносећи програму графичког дизајна. Алберсова методологија подучавања, која даје приоритет практичном искуству и визији у дизајну, имала је дубок утицај на развој послератне западне визуелне уметности, док се његова књига „Интеракција боја“, објављена 1963. године, сматра капиталним делом о теорији боја.
Поред тога што је био наставник, Алберс је био активан апстрактни сликар и теоретичар, најпознатији по својој серији „Омаж квадрату“, у којој је истраживао хроматске интеракције са угнежђеним квадратима, пажљиво бележећи коришћене боје. Такође је стварао мурале, попут оних за зграду Корнинг Глас и зграду Тајм енд Лајф у Њујорку. Године 1970, он и његова супруга су живели у Оринџу, Конектикат, где су наставили да раде у свом приватном студију. Године 1971, Алберс је био први живи уметник који је добио самосталну изложбу у Метрополитен музеју уметности у Њујорку. Алберс је умро у сну 25. марта 1976. године у болници Јејл Њу Хејвен након што је примљен због могуће срчане болести.

## Биографија
Након што је завршио образовање за наставника у основној школи Алберс је студирао од 1913. у Берлину и Есену као и 1919—20. године код Франц фон Штука у Минхену. Од 1920. до 1923. године био је ђак на образовној институцији Баухаус у Вајмару где је затим радио као руководилац стакларске радионице, наставник за дизајнирање тапета и намештаја као и руководилац курса. У свом раном стваралаштву интересовао се за скицирање употребних предмета (за намештај ) и типографију. После 1925. године настале су његове слике на стаклу са орнаментима у облику геометријских трака под утицајем групе Де Стијл. Након затварања Баухауса од стране националсоцијалиста године 1933. Алберс је именован за предавача на Блекмаунтин колеџу у Ешвилу (Северна Каролина). Тамо је до 1949. године руководио одељењем уметности при чему је у наставу увео изучавање науке о бојама. Његови ученици између осталих били су В. де Кунинг, Р. Мадервел и Р. Раушенберг. У САД Алберс је усавршио свој нови апстрактни стил при чему се пре свега бавио наизменичним дејством боја које је он од 1948. године у облику квадрата стављао једну поред друге у небројено много варијација (Одавање поштовања квадрату). У периоду од 1933. до 1936. Алберс је био члан удружења уметника Apstraction crėation, од 1950. до 1959. године директор одељења за дизајн на универзитету у Јејлу. Осим текстова из области теорије уметности (Interacion of color (1963), Seach versus research, 1969) и слика на дрвету, Алберс је насликао и зидне слике великог формата Град у panamerican world building, Њујорк 1950. године.
Умро је у Оринџу код Њу Хејвена (Конектикат, САД) 1976. године.